# Virgolo
Il Virgolo (IPA: [ˈvirɡolo]; Virgl in tedesco) è una balza rocciosa posta sui contrafforti settentrionali del monte Pozza, presso Bolzano, che raggiunge un'altitudine di 453 metri.

## Descrizione

Stazione di arrivo della funicolare e successivamente della funivia. A valle dell'edificio si può notare lo scavo nella roccia in cui correvano i binari della funicolare. Sullo sfondo lo Sciliar. (Foto degli anni settanta)

Funivia del Virgolo in corsa. Sullo sfondo la città di Bolzano. (Foto degli anni settanta)

Dal Virgolo si domina l'intera città di Bolzano, godendo di un suggestivo panorama. Alle sue pendici si trova una balza minore, detta Calvario (Kalvarienberg), dominata da tre croci erette presso la chiesa del Santo Sepolcro. Questa è una costruzione tardo-barocca risalente all'anno 1684, realizzata dei fratelli Pietro e Andrea Delai, di famiglia immigrata da Scaria.
Poco sopra il Calvario sorge la cappella sconsacrata di San Vigilio, della quale si hanno notizie storiche sin dal 1275 e che contiene (sia sulla facciata che all'interno) affreschi influenzati dalle scuole veronese, boema e della Germania meridionale del 1400. La cappella apparteneva a Castel Weinegg, del quale rimangono pochissime vestigia.
Da inizio Novecento fino al 1945 il Virgolo fu raggiungibile tramite la omonima funicolare, divenendo per i bolzanini luogo di divertimento (passeggiate, castagnate, pranzi e feste da ballo presso l'"Hotel Virglwarte"). Nel 1957 fu costruita la funivia del Virgolo che raggiungeva la stazione a monte della vecchia funicolare con una singola balza sopra il fiume Isarco; questa superava i 196 metri di dislivello con una pendenza del 75%. La funivia fu smantellata nel 1976.
Nel 2015, la società Signa Rem Italia è divenuta proprietaria dell’area di circa 38 ettari situata sul Virgolo, compresi gli edifici. Nello stesso anno, Signa ha lanciato un concorso di idee atto allo sviluppo leggero del Virgolo, al quale hanno partecipato lo studio di architettura Snøhetta, Coop Himmelb(l)au e Zaha Hadid. Lo studio Snøhetta è stato dichiarato vincitore da una giuria di esperti. Secondo il bando di Signa il progetto prevedeva lo sviluppo del Virgolo tramite la costruzione di una funivia innovativa caratterizzata da un'architettura particolare. Nel 2018 la Provincia Autonoma di Bolzano ha lanciato una gara pubblica atta alla realizzazione di un polo museale a Bolzano come nuova sede del Museo Archeologico con la mummia del Similaun Ötzi e del museo civico di Bolzano. Il progetto della Signa, adeguatamente adattato, è stato nominato vincitore della predetta gara, alla quale partecipavano due altri operatori, raggiungendo 100 punti su 100 possibili. In seguito alle opposizioni, provenienti in particolare dai commercianti bolzanini, la giunta provinciale dell'Alto Adige ha incaricato un'impresa esterna del riesame delle collocazioni più idonee. Tale analisi non è ancora stata completata. La Signa intanto ha in programma un progetto PPP con diverse possibilità di utilizzo.

## Toponimo

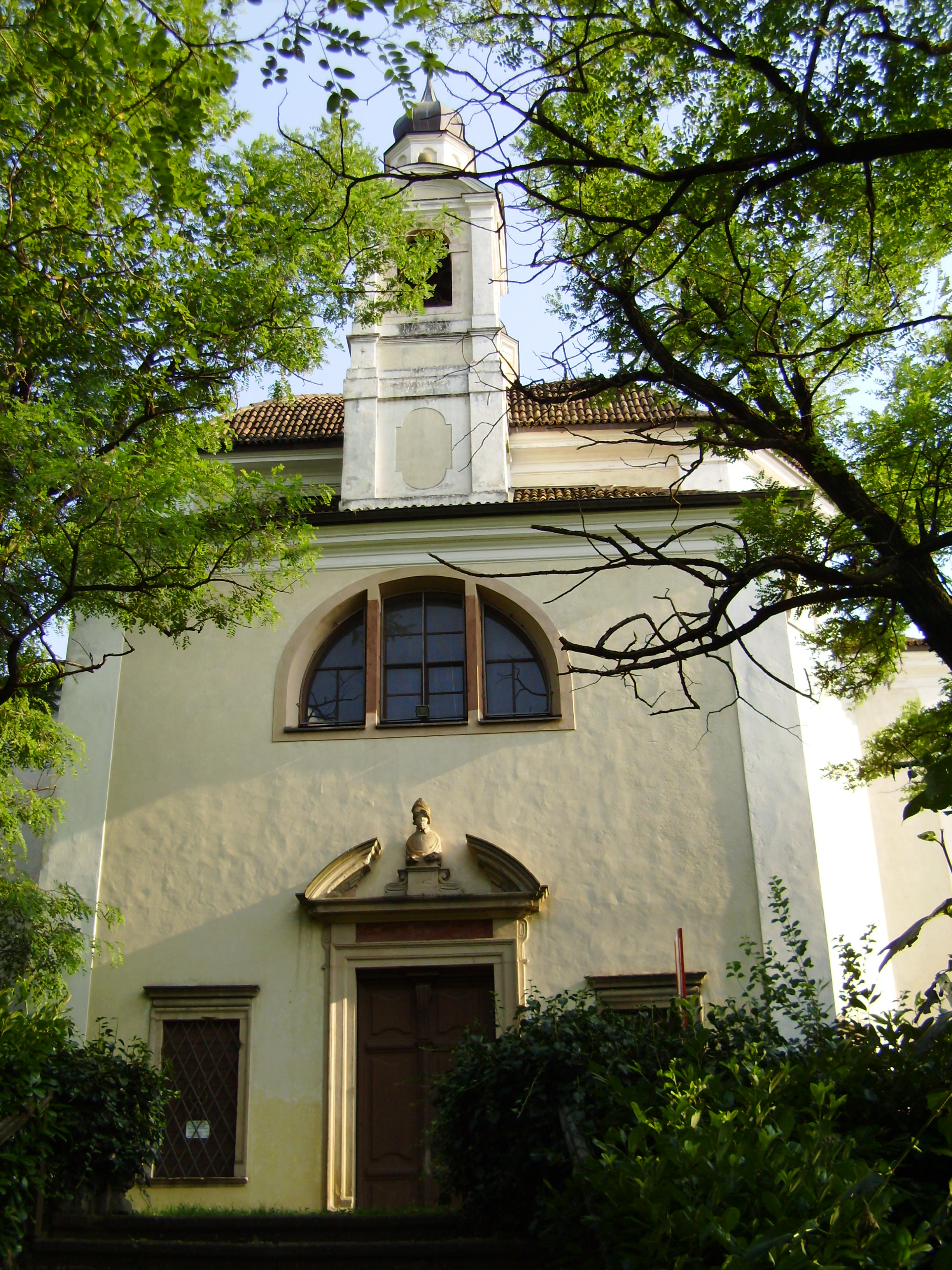
Il portale della chiesa del Santo Sepolcro

Il nome è attestato nel 1237 e nel 1295 come Virgele, nel 1314 e nel 1315 come Virgel e poi sempre come Virgl. Nel 1487 è documentata anche la dizione Kofel per il Virgolo («auff dem Kofel vnnder Weinegkh in der pharr zu Botzenn»). La forma italianizzata ai tempi del fascismo in "Virgolo", è stata introdotta nel 1923. L'etimologia del nome è da rincondurre a San Vigilio patrono dell'arcidiocesi di Trento, ma sembrerebbe esserci anche una frammistione secondaria con San Virgilio, patrono dell'arcidiocesi di Salisburgo.